# Sklavenfriedhof

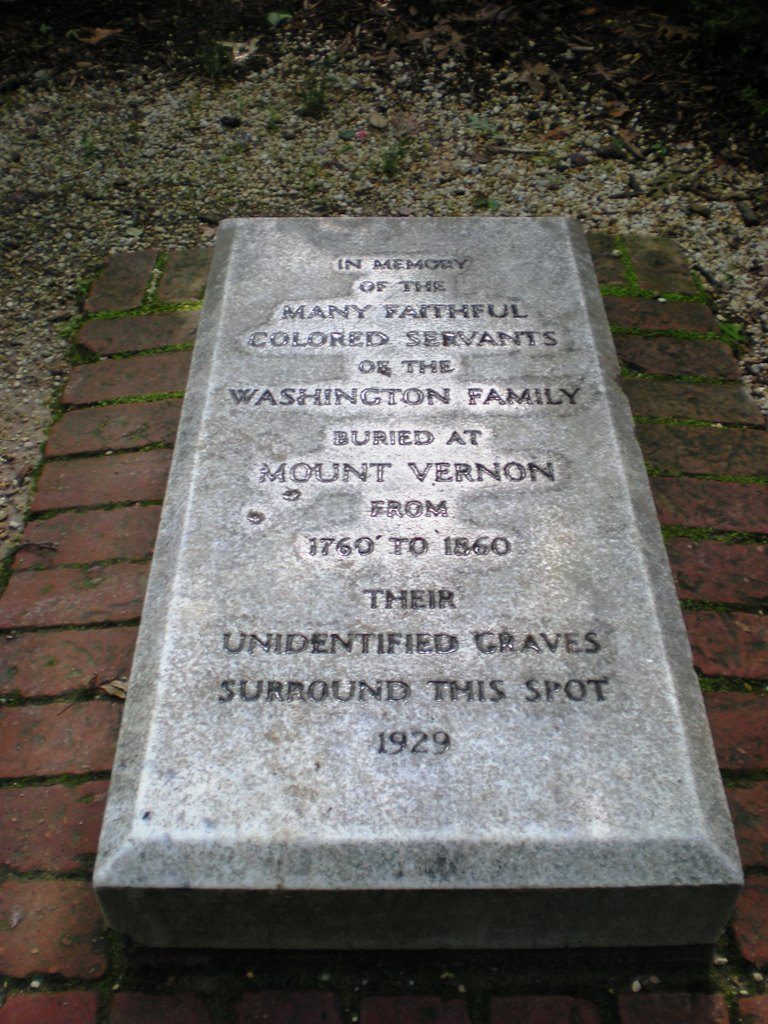
Gedenkstein für die Sklaven der Familie von George Washington (1929, Landsitz Mount Vernon)

Ein Sklavenfriedhof (engl. slave cemetery; frz. cimetière d’esclaves; portug. cemitério de escravos; span. cementerio de esclavos) ist eine Begräbnisstätte für während des atlantischen Sklavenhandels an den Handelsplätzen in Europa sowie in Nord- und Südamerika verstorbene afrikanische Sklaven.
Nicht immer ist die Identifikation eindeutig, da sich die Lebensverhältnisse oft auch nach dem offiziellen Ende der Sklaverei nur wenig veränderten.

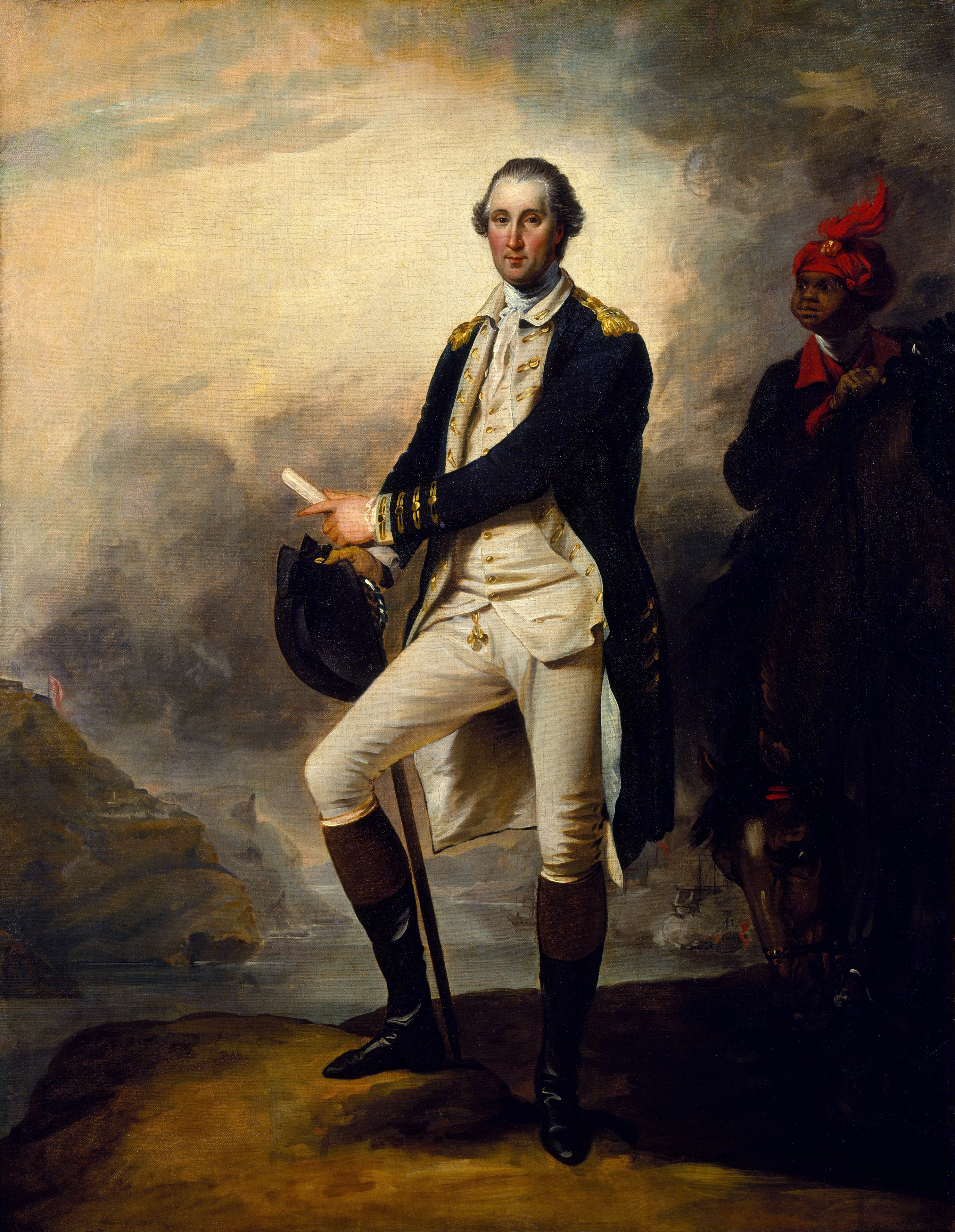
George Washington mit seinem Sklaven William Lee (1780)

## Erforschung
Viele Sklavenfriedhöfe wurden erst in jüngerer Zeit entdeckt und wissenschaftlich erforscht. Anthropologische Untersuchungen zeigen oft ein geringes Durchschnittsalter und Anzeichen von Unterernährung und Misshandlungen.

## Anlage und Beigaben
Die Toten wurden weder auf christlichen Friedhöfen noch in Särgen bestattet, sondern in einfachen Erd- oder Abfallgruben verscharrt. Viele dieser archäologischen Fundstätten sind anonyme Massengräber. In der Karibik wurden  Sklaven auch in den Gärten ihrer Häuser begraben.

## Gedenken
An einigen wurden Gedenkstätten eingerichtet, wie zum Beispiel dem African Burial Ground in New York. Auf dem ehemaligen Landsitz Mount Vernon des ersten Präsidenten der USA, George Washington, erinnert seit 1929 ein Gedenkstein an die Sklaven, die dort gelebt und gearbeitet haben.

## Beispiele
- Sklavenfriedhof (Sainte-Marguerite), Guadeloupe, Kleine Antillen
- Sklavenfriedhof (Gran Canaria), Santa María de Guía im Norden Gran Canarias, Kanarische Inseln
- Sklavenfriedhof (Saint-Paul), Saint-Paul, Réunion
- Sklavenfriedhof (Mount Vernon); Mount Vernon, Virginia, Vereinigte Staaten
- Cemitério dos Pretos Novos, Rio de Janeiro, Brasilien
- Sklavenfriedhof der Familie von Thomas Stone, Habre de Venture (Thomas Stone National Historic Site), Charles County, Maryland, Vereinigte Staaten
- Holy Rood Cemetery, Georgetown, Washington, D.C., Vereinigte Staaten
- Newton Slave Burial Ground, Barbados, untersucht durch Jerome Handler und Frederick Lange[8]
- Heard Cemetery, Vereinigte Staaten
- Sklavenfriedhof Valle da Gafaria, Lagos, Portugal
- Morne Dauphine auf Guadeloupe[3]
- Küstenfriedhof in Sainte-Marguerite (Le Moule) auf Guadeloupe.[9]
- Galways Plantation auf Montserrat.[3][10]
- Seville Plantation, Jamaica[3]
- Marshall’s Pen, Jamaika, Plantage im Besitz von Alexander Lindsay, 6. Earl of Balcarres[3]
- Harney Site Slave Cemetery, Montserrat[11]